# Valier (cráter)

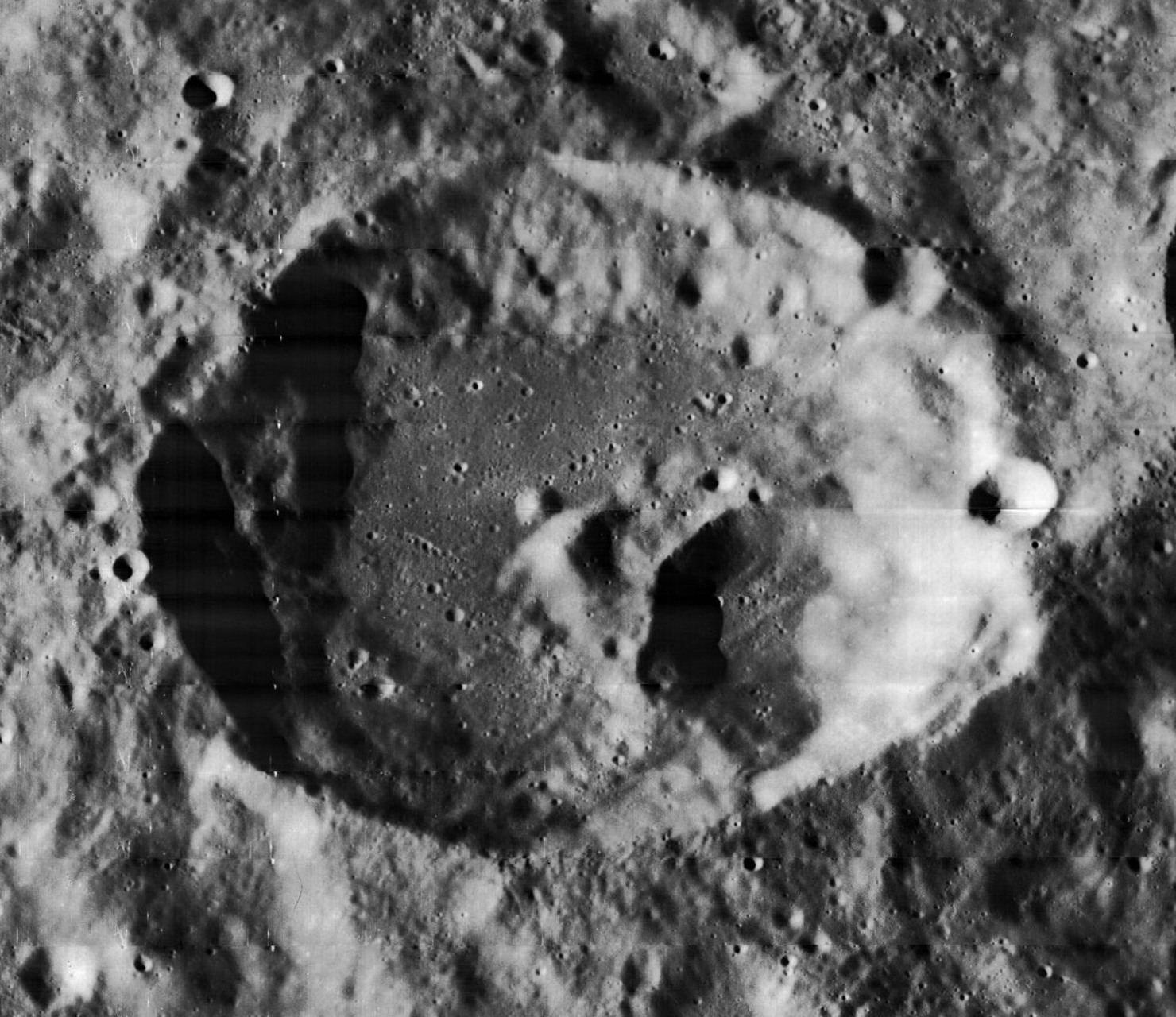
Imagen de la misión Lunar Orbiter 2

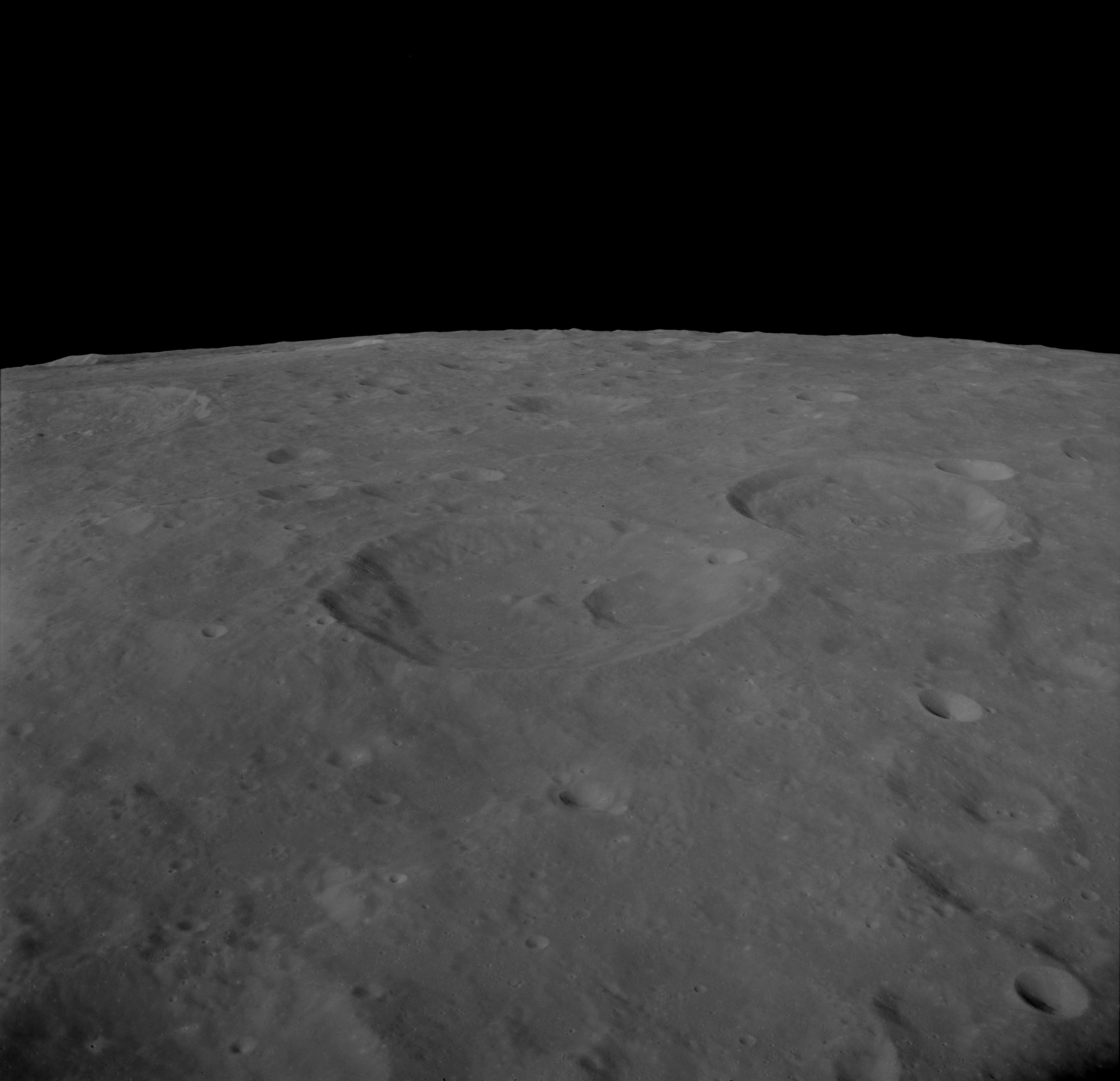
Fotografía de la misión Apolo 10

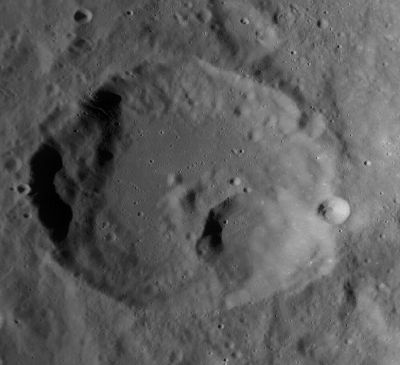
Fotografía de la misión LRO

Valier es un cráter de impacto que se encuentra en la cara oculta de la Luna. Está casi unido al borde occidental del cráter Tiselius. Al norte-noroeste se encuentra el cráter Sharonov, de mayor tañaño; al sur-suroeste se halla Coriolis; y al oeste de Valier aparece Dufay.
La característica más notable de esta formación es el cráter satélite Valier J que ocupa la parte sureste del suelo interior y comparte parte del borde exterior. El resto del borde está algo desgastado, con pequeños cráteres en el lado oriental. Las paredes interiores de Valier son pendientes irregulares que están marcadas por varios pequeños cráteres. El suelo interior restante es una superficie relativamente nivelada con algunos pequeños cráteres dispersos alrededor.

## Cráteres satélite
Por convención estos elementos son identificados en los mapas lunares poniendo la letra en el lado del punto medio del cráter que está más cercano a Valier.
|        | \| Valier \| Coordenadas \| Diámetro \| \| ------ \| ---------------------------- \| -------- \| \| J \| 6°18′N 174°54′E / 6.3, 174.9 \| 26 km \| \| P \| 4°48′N 173°18′E / 4.8, 173.3 \| 8 km \| |          |
| Valier | Coordenadas | Diámetro |
| J      | 6°18′N 174°54′E / 6.3, 174.9 | 26 km    |
| P      | 4°48′N 173°18′E / 4.8, 173.3 | 8 km     |